# Nycteribiidae
Nycteribiidae es una familia de insectos dípteros de la superfamilia Hippoboscoidea, conocidos como moscas de los murciélagos, junto con sus parientes cercanos Streblidae. Al igual que estos no parecen ser un grupo monofilético. Es posible que las moscas de los murciélagos pertenezcan a más de una familia.
Son aplanados, parecen arañas, sin ojos ni alas, y rara vez es encontrada por coleccionistas, debido a que nunca abandonan a sus huéspedes.
La familia se encuentra principalmente en los trópicos del Viejo Mundo; algunas de las 274 especies conocidas se encuentran en los neotrópicos y en Europa.

## Morfología
Una de las principales características morfológicas de Nycteribiidae son sus ojos sumamente reducidos. Muchas especies de Nycteribiidae no tienen ojos visibles o tienen sólo manchas rudimentarias en vez de ojos. Ninguna de las especies tiene alas. Tienen patas dobladas hacia atrás que se asemejan a las de arañas y una cabeza insertada dorsalmente.

## Subfamilias
- Subfamilia Archinycteribiinae Maa, 1975

- Archinycteribia Speiser, 1901

- Subfamilia Cyclopodiinae Maa, 1965

- Cyclopodia Kolenati, 1863
- Dipseliopoda Theodor, 1955
- Eucampsipoda Kolenati, 1857
- Leptocyclopodia Theodor, 1959

- Subfamilia Nycteribiinae Westwood, 1835

- Basilia Miranda Ribeiro, 1903
- Hershkovitzia Guimarães y d'Andretta, 1956
- Nycteribia Latreille, 1796
- Penicillidia Kolenati, 1863
- Phthiridium Hermann, 1804
- Stereomyia Theodor, 1967